# Conspiração do Acre

Localização do Acre no Brasil

A conspiração do Acre é uma teoria da conspiração satírica em volta do estado brasileiro do Acre, onde é afirmado que este não existe, ou que dinossauros habitam o território.
A conspiração é citada em matérias jornalísticas, e foi estudada em artigos acadêmicos. Um artigo acadêmico de 2014 de Giselle Xavier d'Ávila Lucena menciona que "é possível afirmar a existência de uma descontextualização da história do Acre, resultante das dinâmicas de produção e distribuição midiáticas", e que "o processo de ocupação e definição espacial dos territórios acreanos se somaram aos processos midiatizados e cristalizaram uma experiência de negação. Afinal, as narrativas que delineiam a história do Acre nos fazem imaginar a recusa, o descaso e a irresponsabilidade com que o governo brasileiro o tratou em muitas e diferentes ocasiões".
O próprio governo do Acre reconheceu o caso, comentando em uma matéria de seu site, em 2020: "[...] há algumas pessoas que teimam em dizer que o Acre não existe. E aí eu lhe digo: como não?" Outra matéria de 2022 menciona no título que "o Acre existe". O Instagram da Secretaria de Turismo do Acre publicou, em janeiro de 2020, uma enquete, propondo esculpir dinossauros no portal de entrada do Acre. A secretária de turismo, Eliane Sinhasique, explicou que "os dinossauros que sempre foram motivo de chacota em relação ao Acre, quando questionam se o estado existe". Ayres Rocha, âncora da Rede Amazônica, em sua estreia na bancada do Jornal Nacional, fez uma fala "provando" que o Acre existe, gerando memes. Em abril de 2018, foi alvo de notícia e se tornou popular na Internet o "DinoAcre", um dinossauro inflável de dois metros, idealizado pelo repórter cinematográfico Moisés Santos, em resposta aos memes de dinossauros no Acre. "This Is Acre", uma paródia de "This Is America" baseada nas "lendas do Acre", também ficou popular. Seus criadores foram inspirados por piadas como a da inexistência do Acre.